# Fannia taiwanensis
Fannia taiwanensis är en tvåvingeart som beskrevs av Nishida 1975. Fannia taiwanensis ingår i släktet Fannia och familjen takdansflugor.
Artens utbredningsområde är Taiwan. Inga underarter finns listade i Catalogue of Life.